# Dariusz Wójcik (polityk)
Dariusz Aleksander Wójcik (ur. 9 kwietnia 1961 w Chełmie) – polski polityk, działacz opozycji w okresie PRL. Poseł na Sejm I, II i III kadencji, wicemarszałek Sejmu I kadencji.

## Życiorys
Po ukończeniu liceum studiował od 1980 do 1981 studiował na Politechnice Lubelskiej, a od 1983 do 1990 na Katolickim Uniwersytecie Lubelskim. Był wśród założycieli uczelnianych struktur Niezależnego Zrzeszenia Studentów. 13 grudnia 1981 przewodniczył komitetowi Akcji Czynnego Oporu. W stanie wojennym zajmował się pomocą rodzinom osób internowanych. W 1982 został członkiem Konfederacji Polski Niepodległej, od 1984 wydawał i kolportował związane z KPN pisma podziemne. W 1986 po aresztowaniu skazano go na karę 2 lat pozbawienia wolności w tzw. drugim procesie KPN, zwolniono go we wrześniu tego samego roku na mocy amnestii. W 1987 reaktywował struktury NZS na KUL, 11 listopada współorganizował demonstrację w Lublinie.
W 1989 był jednym z kilkunastu kandydatów KPN w wyborach do Sejmu kontaktowego; otrzymał 8956 głosów (co stanowiło 5,1% głosów i 3. rezultat wśród 9 kandydatów). Na początku lat 90. pełnił funkcję wiceprzewodniczącego lubelskiej rady miasta. W 1991 został wybrany na posła na Sejm I kadencji z ramienia KPN, objął funkcję wicemarszałka. W 1993 skutecznie ubiegał się o reelekcję. W 1997 po raz trzeci został posłem, tym razem z listy Akcji Wyborczej Solidarność. Odszedł na kilka lat z KPN, działał w PPChD. Po porażce wyborczej w 2001 wrócił do KPN i zasiadał w jej władzach do czasu wyrejestrowania partii. W latach 1998–2002 był radnym sejmiku lubelskiego. W 2006 organizował lokalny komitet wyborczy, z którego bez powodzenia kandydował do rady miasta. W 2011 był szefem wojewódzkiego sztabu wyborczego PJN w Lublinie. W styczniu 2012 wybrany został do rady politycznej KPN. W styczniu 2014 został pełnomocnikiem Polski Razem Jarosława Gowina na powiat lubelski.

## Odznaczenia
W 2009, za wybitne zasługi dla niepodległości Rzeczypospolitej Polskiej, za działalność na rzecz przemian demokratycznych, za osiągnięcia w podejmowanej z pożytkiem dla kraju pracy zawodowej i działalności społecznej, został przez prezydenta Lecha Kaczyńskiego odznaczony Krzyżem Oficerskim Orderu Odrodzenia Polski. We wrześniu 2009 odmowę przyjęcia orderu uzasadnił tym, że odznaczenia wręczał Jan Olszewski, który w okresie PRL miał odmawiać obrony działaczy KPN. W 2024 został wyróżniony Krzyżem Wolności i Solidarności.